# Walckenaeria pellax
Walckenaeria pellax là một loài nhện trong họ Linyphiidae. Loài này được tìm thấy ở Hoa Kỳ và Canada.